# Аеродром Едвард Русјан у Марибору
Аеродром Едвард Русјан у Марибору (словен. Letališče Edvarda Rusjana Maribor) (IATA: MBX, ICAO: LJMB) је међународни аеродром у Марибору. Други највећи и други по важности словеначки аеродром, једини је други аеродром поред аеродрома у Љубљани погодан за међународну комерцијалну авијацију, опремљен ИЛС-ом. На овој локацији аеродром Скоке је од 1953. био спортске намене, а 1976. допуњен је за међународни саобраћај. Налази се у Хоче–Сливници која је око 5 км јужно од Марибора. 2008. преименован је по словеначком авијатичару Едварду Русјану . Као један од оснивача на аеродрому ради и најстарији словеначки аероклуб: Летачки центар Марибор основан 1927. Последњих година овај аеродром је постао популарно место за обуку многих европских авио-компанија.

## Историја
Аероклуб је 1953. на садашњој локацији изградио заменски травнати аеродром Скоке за потребе аероклуба, пошто је некадашњи аеродром аероклуба Марибор Тезно био преопасан за летење. Између 1953. до 1976., када је радио само травнати аеродром, преко 1.000 пилота је на овој локацији обучено у аероклубској школи летења. Са жељом да се Штајерска регија више повеже са светом, 1976. изграђен је међународни аеродром за међународни саобраћај и има две писте: травнату и асфалтну. Аеродром је отворен за комерцијални саобраћај у мају 1976. Од тада је овај аеродром други по величини и по важности у Словенији.
Када је Словенија била део СФРЈ, аеродром је редовно опслуживала авио-компанија ЈАТ, углавном повезујући Београд, Тиват и аеродроме на хрватској обали Јадрана као што су Дубровник и Сплит.
Почетком 90-их, путнички и теретни саобраћај достигао је рекордне вредности. Годишње је превезено око 85.000 путника и 700 тона терета. 1999. реновирана је писта, као и стајалиште аеродрома 2000.
2002. Аеродром Марибор је продат Prevent Global-у из Словењ Градца, као већински власник. 2005. реновирани су систем инструменталног слетања ILS CAT I и разводна трафо станица.
8. марта 2007. Рајанер је објавио да ће започети лет између Лондон-Стенстеда и Марибора у јуну 2007., три пута недељно. Очекивања од ове услуге укључивали су повећање туристичког истраживања региона, који има велики потенцијал за понуду током целе године. Услуга је почела 7. јуна 2007, али је завршена 27. марта 2008.
Влада Републике Словеније је 22. фебруара 2008. одлучила да Аеродром Марибор преименује у Аеродром Едвард Русјан Марибор. Преименовање је извршено на предлог словеначког држављанина Силва Шкорника. Ново име аеродрома је у употреби од 15. јуна 2008.
Нови терминал аеродрома, који је коштао око 15 милиона евра, отворен је 21. новембра 2012.  са капацитетом од најмање 600.000 људи годишње. 2013. реновиран је стари терминал и Prevent Global је продао Аеродром Марибор.
Укупан број путника 2013. био је 15.000, што је повећање у односу на претходну годину.
Октобра 2014. Делавска хранилница купила је аеродром за милион евра и постала његов сувласник. Делавска хранилница ад је имала 57 одсто, а AvioFun 43 одсто.
Током лета 2015. Adria Airways је обављала сезонску услугу за Лондона између јуна и октобра са три лета недељно.
9. јуна 2015. словеначка штедионица Делавска хранилница купила је преосталих 43% власништва и постала једини власник овог аеродрома.
У децембру 2016. Аеродром Марибор, оператер аеродрома, продат је SHS Aviation. Нови власник, у чијем је власништву и VLM Airlines, најавио је планове да у аеродром уложи до 300 милиона евра. Главни приоритети SHS Aviation-а су проширење писте, изградња новог терминала и покретање летова до великих европских градова, као и до неколико кинеских градова. У јулу 2017. SHS Aviation је најавила две нове редовне дестинације из Марибора са сопственом авио-компанијом, VLM Airlines Slovenia: Сплит и Дубровник. Летови су почели 8. августа 2017. и обављани су до средине августа 2017.
Министарство за инфраструктуру 18. јула 2019. предаје аеродром на привремено управљање предузећу DRI upravljanje investicij, d.o.o.

## Статистика
| 1990        | 85.000 | –     |
| 2004        | 6,215  | –     |
| 2005        | 16,046 | 158%  |
| 2006        | 12,452 | 22%   |
| 2007        | 25.000 | 101%  |
| 2008        | 17.000 | 32%   |
| 2009        | 5,000  | 70%   |
| 2010        | 9.000  | 80%   |
| 2011        | 6.000  | 33%   |
| 2012        | 6,500  | 8%    |
| 2013        | 14,065 | 116%  |
| 2014        | 17,568 | 25%   |
| 2015        | 24,886 | 42%   |
| 2016        | 8,890  | 64%   |
| 2017        | 6.000  | 32,5% |
| 2018        | 2,435  | 60,9% |
| Извор: Сиол |        |       |

## Приступ
Аеродром Марибор се налази у близини аутопута А1 и непосредно уз аутопут А4, лако је доступан путем. На аеродрому постоје компаније за изнајмљивање аутомобила. Остали градови у близини аеродрома су Љубљана (120 км), Грац (77 км) и Загреб (107 км) далеко. Такође је лако доступан железницом из свих праваца.